# Momoko Kōchi
Momoko Kōchi (Taito, Tòquio, 7 de març de 1932 - Shibuya, Tòquio, 5 de novembre de 1998) fou una actriu japonesa.

## Biografia
Actriu de la productora japonesa Tōhō, debuta al cinema el 1953, escollida per interpretar el paper d'Emiko Yamane al film Godzilla. Aquest film contribueix a popularitzar l'actriu al Japó però igualment als Estats Units i a d'altres països on el film té èxit. Torna a fer el seu paper el 1956 a Godzilla, King of the Monsters!.
A continuació, Momoko juga a diversos films de ciència-ficció, tals que Presonera dels Marcians el 1957. Actua igualment al costat de John Carradine i Akira Takarada (el seu company a Godzilla) a L'Abominable home de les neus (1955).
La seva carrera s'espaia a continuació a partir dels anys 1960 on treballa al teatre i a la televisió. El 1995, torna a fer el paper d'Emiko Yamane a Godzilla vs Destroyah.
Momoko Kôchi mor el 1998 a conseqüència d'un càncer del colon.

## Filmografia
- 1954 Godzilla - dirigida per Ishirō Honda
- 1955 Jūjin yuki otoko - dirigida per Ishirō Honda
- 1957 Waga mune ni niji wa kiezu - dirigida per Ishirō Honda
- 1957 Chikyū bōeigun - dirigida per Ishirō Honda
- 1958 Ōatari tanuki goten - dirigida per Kōzō Seiki
- 1995 Godzilla vs. Destoroyah - dirigida per Takao Okawara